# Golden (Oklahoma)
Pour les articles homonymes, voir Golden.
Golden est une census-designated place du comté de McCurtain, dans l'État d'Oklahoma, aux États-Unis. En 2020, elle compte une population de 71 habitants.